# Curie de Pompée
Pour les articles homonymes, voir Curie (Rome antique), Curie Julia et Curie Hostilia.
La Curie de Pompée, construite à l'initiative de Pompée, s'intègre dans le grand complexe architectural que ce dernier a élevé au sein du Champ de Mars. C'est un des édifices utilisés par le Sénat pour se réunir et traiter d'affaires qui ne peuvent être réglées dans les limites du pomerium.

## Localisation
La curie est située à l'extrémité orientale du portique du théâtre de Pompée, à proximité des quatre temples du Largo di Torre Argentina. 

## Fonction
Elle est destinée à servir pour les réunions du Sénat qui doivent se tenir hors du pomerium. Selon Appien, cette curie est également utilisée lorsque des jeux sont organisés dans le théâtre de Pompée.

## Histoire
C'est à cet endroit qu'est assassiné Jules César aux ides de Mars de l'an 44 av. J.-C. par vingt-trois sénateurs, aux pieds  de la statue de son ancien  ennemi politique, Pompée . Au moment des funérailles de César, le bâtiment est incendié par la foule en colère [réf. nécessaire]. En 42 av. J.-C., la curie est murée puis transformée en latrines.

## Description
L'édifice prend la forme d'une pièce rectangulaire d'environ 25 mètres sur 17, sans niche aucune, décoré probablement de motifs géométriques. De chaque côté s'élèvent quelques gradins sur lesquels siègent, face à face, les sénateurs. La porte se situe sur l'un des petits côtés ; devant l'autre, en face, s'élève sur un socle une grande statue de Pompée. Actuellement, les quatre cinquièmes de l'édifice se trouvent sous la rue di Torre Argentina.

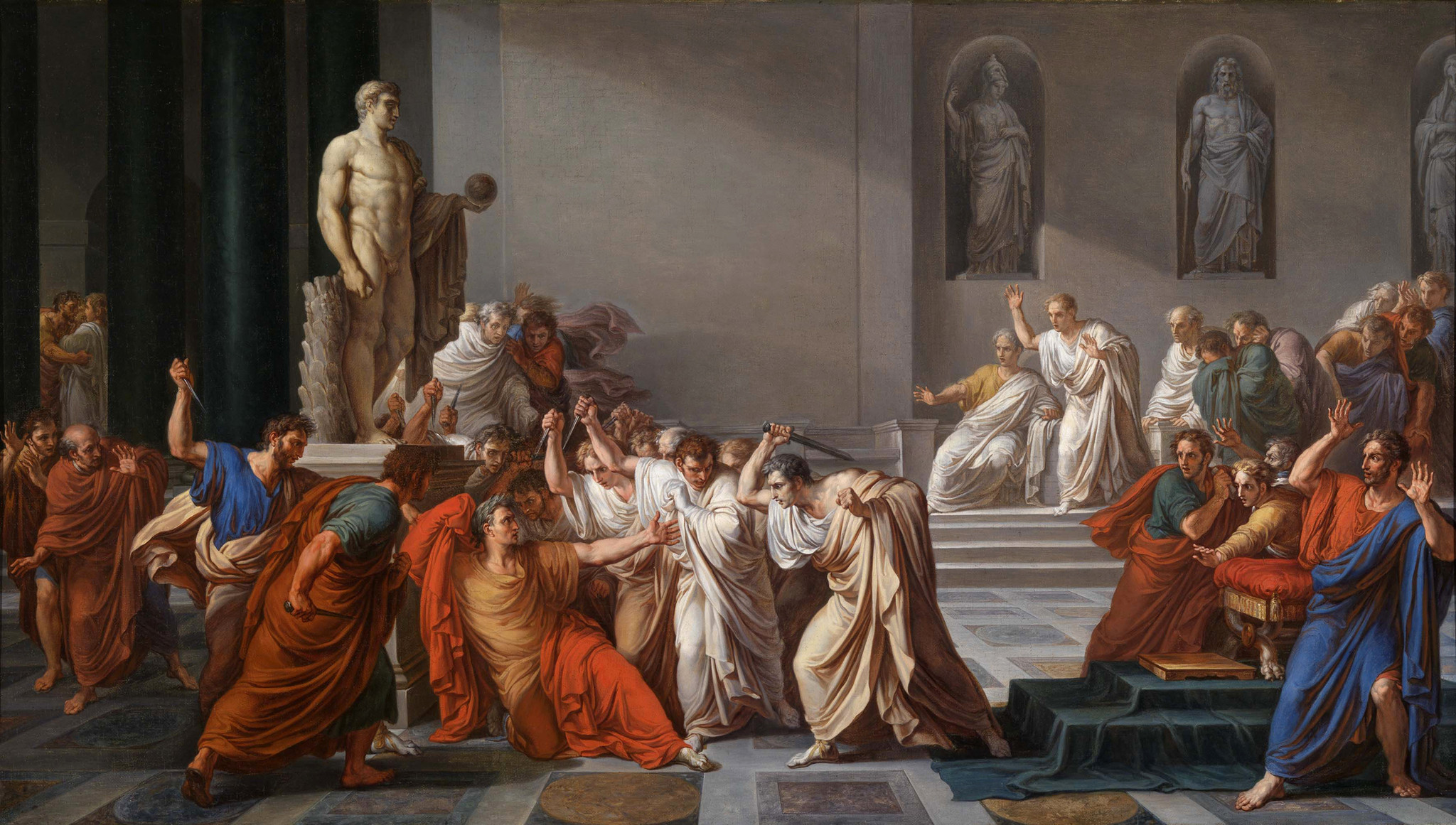
« La morte di Cesare » de Vincenzo Camuccini : César est assailli par les sénateurs aux pieds de la grande statue de Pompée, à l'intérieur de la curie.
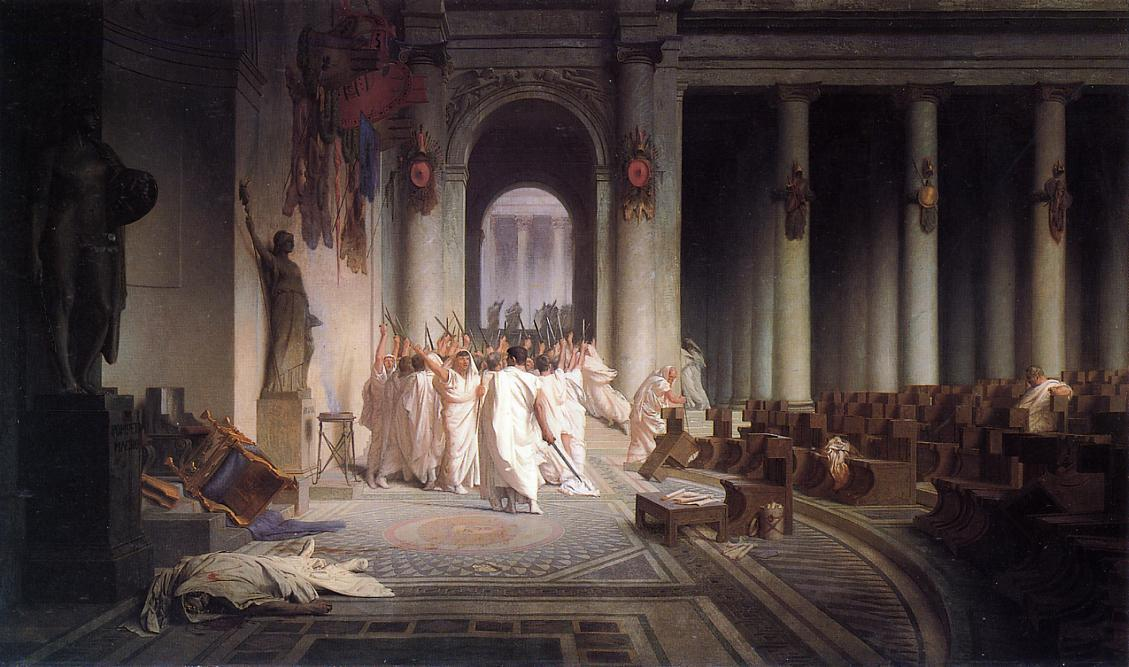
Représentation de l'intérieur de la curie sur le tableau « La mort de César » de Gérôme.

## Annexe